# Kóka Ferenc
Kóka Ferenc (Budapest, 1934. december 18. – 1997. június 30.) Munkácsy Mihály-díjas magyar festőművész.

## Élete, pályája
Angyalföldön született. Rajztudását kiváló kisképzős gimnáziumi tanára Viski Balás László alapozta meg, míg festői útját a főiskolán Bernáth Aurél határozta meg. Barátai és osztálytársai között voltak Lakner László, Gyémánt László, Veress Sándor László, Szabó Ákos, Lajos József, Káplár Éva, Káplár Ferenc. Csernus Tibor művészetét és az általa alkalmazott csurgatásos technikát az 1960-ban végzős hallgatók örömmel fedezték fel és alkalmazták műveikben. A csoport tagjait a szürnaturalizmus jelzőkkel illették, mert egyrészről Max Ernst szürrealizmusa és ugyanakkor a táj valóságos elemei egyszerre jelentek meg alkotásaikban.
1969-től az új Szentendrei művésztelep első lakói közé tartozott és 1997-ben bekövetkezett haláláig ott is lakott feleségével, dr. Luttár Magdolnával.
A főiskola elvégzése után a „tűrt” művészek közé tartozott, de műveit itthon és külföldi kiállításokra is meghívták. Munkái a Nemzeti Galériában, a szentendrei Ferenczy Múzeumban, a pécsi Janus Pannonius Múzeumban, a győri Xántus János Múzeumban, a szolnoki Damjanich János Múzeumban, a hatvani Hatvany Lajos Múzeumban, valamint Aachenben, a Ludwig Forum für Internationale Kunst múzeumban találhatók meg. A Képcsarnok révén magántulajdonba is kerültek Kóka Ferenc képei. 1963-ban elnyerte a három évre szóló Derkovits-ösztöndíjat. 1979-ben első, 9,5 m2-es murális munkája Dunaújvárosban a Munkás Művelődési Központ Könyvtárában valósult meg. 1980-ban egyéni retrospektív kiállítása volt a Műcsarnokban, ahol 70 képpel mutatta be a főiskola óta eltelt 20 év festői termését. 1981–82-ben befejezte Pilinszky János ihlette munkáit, akihez személyes barátság fűzte. 1984-ben Szenyezsen töltött el két hónapot egy mozaik szimpóziumon, itt keletkezett a szenyezsi sorozat. 1986-ban Bázeli Nemzetközi Művészeti Vásáron két festményét az uruguayi Ralli Alapítvány (Punte del Este) megvásárolta. Ugyanabban az évben az aacheni Ludwig Forum für Internationale Kunst kiállitáson „Mulatozó társaság halállal – kép a háború ellen” c. képe elkelt. A rendszerváltást követően nehezen találta meg helyét, hiszen akkorra már a társadalmi problémák, a háború és a béke, a kallódó ifjúság, az elmúlás problémakörei foglalkoztatták, és gondolati festészetében jelenítette meg ezeket az érzéseket. Miután megszűnt az állami mecenatúra, s az újonnan induló galériák csak csendéleteket igényeltek, éveken keresztül nem, illetve alig festett.
1992-ben Csáji Attilával közösen újjászervezték a Szinyei képzőművészeti egyesületet. Az 1920-ban létesült és 1949-ben elsorvasztott azonos nevű művészeti szerveződés örökébe lépve, nemzedékekre és csoportosulásokra való tekintet nélkül kívánták szolgálni a magyar művészet ügyét. Célja a magyar művészeti múlt értékeinek oltalmazása, a jelentős hagyatékok szellemi gondozása, valamint a magyar művelődést érdemben képviselő és gazdagító eredeti alkotói és művészetelméleti törekvések támogatása. 1994-1996 között Orosz János festőművész volt az Alapítvány elnöke és Kóka Ferenc az ügyvezető igazgatója. 1997-ben tagja lett az új Gresham körnek. Az elnevezést Gyémánt László adta. Ebben az évben meghívást kapott a Budapesti Art Expóra. Benedek Györgyöt, Eigel Istvánt, Galambos Tamást, Kóka Ferencet, Mácsai Istvánt, Nagy Gábort és Tóth Valériát hívta meg az új Gresham kör tagjai közé. A Műcsarnokban is bemutatkozott.
1997-ben autóbaleset vetett véget életének.

## Kiállításai
- 1968 „Atomhalál” című képe szerepelt a fiatal képzőművészek kiállításán, Ernst Múzeum
- 1969 Kulturális Kapcsolatok Intézete (önálló)
- 1969 São Pauló-i Biennálé (csoportos)
- 1970 „Mai magyar művészet”, Musée Galliera, Párizs (csoportos)
- 1971 Dortmund (csoportos)
- 1972 Koppenhága (csoportos)
- 1973 Csók Galéria (önálló)
- 1974 Schaar Erzsébettel a Szilády Galériában, Kiskunhalas (közös)
- 1976 Köln (önálló)
- 1978 Gulácsy Terem, Szeged (önálló)
- 1980 Műcsarnok, 70 kép a főiskola óta eltelt 20 év (reprospektív)
  - Megyei Művelődési Központ, Veszprém (önálló)
- 1981 Hatvani Galéria (önálló)
  - Munkásművelődési Központ, Dunaújváros (önálló)
- 1983 Miskolci Galéria (önálló)
- 1984 Győri Képcsarnok (önálló)
- 1985 „Mulatozó társaság halállal – kép a háború ellen” című képe a Műcsarnokban a Béketanács díját kapta meg.
- 1986-ban Műcsarnok Dorottya utcai Kiállítóterem (önálló)
  - Liszt Ferenc Művelődési Központ Galériája, Ózd (önálló)
  - Bázeli Nemzetközi Művészeti Vásár, két festményét Uruguay megvette
- 1988 Luttár Galéria (önálló)
- 1989 Cargilson Galéria, Brüsszel (csoportos)
  - Ludwig Forum für Internationale Kunst-gyűjtemény, Aachen (csoportos)
- 1993 Szentendrei Képtár, a Szentendrei Műhely Galéria Egyesület tagjaival (csoportos)
- 1994 Ipszilon Galéria, Budapest Kongresszusi Központ (csoportos)
- 1996 Pest Megyei Könyvtár Galériája, a Móricz Zsigmond Társaság tagjaival (csoportos)
  - szeptember „Testek térben”, Pesti Vigadó (önálló)
- 1997 Árkád Galéria (önálló)

### Posztumusz
- 2016 „Mamától a múzsáig”, Aba-Novák Galéria, Leányfalu (önálló)
- 2017 „Kóka művek és vázlatok”, Aba Novák Agóra, Szolnok (önálló)
  - „Kereteken belül” Magyar Nemzeti Galéria (csoportos)
  - „Kóka és Kóka-inspirációk”, Józsefvárosi Galéria (önálló)
- 2018 „Kóka művek és vázlatok”, angyalföldi József Attila Művelődési Központ (önálló)
  - „Kóka Ferenc festőművész emlékkiállítása”, Érdi Galéria
- 2019 „50 éves a Szentendrei Új Művésztelep”

## Elismerései
- 1972 Munkácsy Mihály-díj
- 1974 Debreceni Nyári Tárlat, a Művészeti Alap különdíja és Medgyessy-emlékérem
- 1976 a Hatvani Galéria által rendezett II. Tájfestészeti Biennálé aranydiplomája

## Emlékezete
1998-ban felesége és dr. Molnár Valéria, megalakították a Kóka Ferenc Művészeti Alapítványt. 2000-ben meghalt az özvegye is, azóta Molnár Valéria vezeti az Alapítványt. 2001-től Kóka Ferenc műveiből, illetve alapvetően pályázat útján nyertes alkotók és meghívott művészek munkáiból álló kiállításokkal tartják elevenen emlékét és adnak lehetőséget a kortárs művészeknek az Alapítvány helyszínén, Budapest XIII., Visegrádi utca 6. földszint 1-ben, illetve más kiállító helyeken is.